# ميت الحارون
ميت الحارون إحدى قرى مركز زفتى التابع لمحافظة الغربية بجمهورية مصر العربية. تشتهر القرية بين قرى المحافظة بإعادة تدوير إطارات السيارات.

## التاريخ
قرية ميت الحارون من القرى القديمة، حيث وردت باسم «البيضا منية الحرون» في أعمال جزيرة قوسينا ضمن قرى الروك الصلاحي التي أحصاها ابن مماتي في كتاب قوانين الدواوين، كما وردت باسم «منية الحرون» في أعمال الغربية ضمن قرى الروك الناصري التي أحصاها ابن الجيعان في كتاب «التحفة السنية بأسماء البلاد المصرية». وفي تاريخ 1228هـ/1813م الذي عدّ قرى مصر بعد المسح الذي قام به محمد علي باشا باسم «ميت الحارون» ضمن قرى مديرية الغربية.

## السكان
بلغ عدد سكان ميت الحارون 7022 نسمة حسب تقدير عام 2018.
| السنة  | 1882 | 1897 | 1907 | 1927 | 1947 | 1960 | 1976 | 1986 | 1996 | 2006  | 2018 |
| ------ | ---- | ---- | ---- | ---- | ---- | ---- | ---- | ---- | ---- | ----- | ---- |
| القرية | 927  | 2134 | 2346 | 2584 | 2585 | 2885 | 3684 | 4376 | 4833 | 5,651 | 7022 |